# Bill Bradley
William Warren "Bill" Bradley, född 28 juli 1943 i Crystal City, Missouri, är en amerikansk demokratisk politiker och basketspelare invald i Basketball Hall of Fame. Han representerade delstaten New Jersey i USA:s senat 1979-1997. Han förlorade demokraternas nominering i presidentvalet i USA 2000 mot Al Gore.

## Basketkarriär
Bradley spelade i USA:s herrlandslag i basket. Han var med om att vinna OS-guld i Tokyo 1964. Han utexaminerades 1965 från Princeton och fick sedan ett Rhodesstipendium till Oxford. Han fick 1965 års James E. Sullivan Award för bästa amatöridrottare i USA, första gången priset tilldelades en basketspelare. Samma år utkom första upplagan av John McPhees genombrottsbok A Sense of Where You Are om Bradleys basketkarriär vid Princeton. Bradley spelade säsongen 1965/66 i Olimpia Milano. I NBA spelade han för New York Knicks 1967-1977. Han lyckades samla ihop 9 217 poäng under NBA-karriären.

## Politisk karriär
Senator Clifford P. Case förlorade i republikanernas primärval inför senatsvalet 1978 mot Jeffrey Bell. Case var en liberal republikan, medan Bells kampanj var klart konservativ. Bradley nominerades av demokraterna och han vann senatsvalet mot Bell med 55% av rösterna. Han omvaldes 1984 och 1990. Han kandiderade inte till en fjärde mandatperiod i senaten och efterträddes 1997 som senator av Robert Torricelli.
USA:s vicepresident Al Gore var favorit i demokraternas primärval inför presidentvalet 2000. Bradley utmanade Gore med en kampanj där han placerade sig till vänster om Gore i många frågor, bland annat hälsovård och vapenkontroll. Sittande senatorerna Paul Wellstone, Bob Kerrey och Daniel Patrick Moynihan stödde Bradley liksom basketstjärnan Michael Jordan. Gore vann en viktig seger i primärvalet i New Hampshire med 53% av rösterna mot 47% för Bradley. Demokraterna nominerade Gore som fick flest röster i presidentvalet men förlorade mot republikanen George W. Bush efter ett domslut av USA:s högsta domstol gällande den omtvistade rösträkningen i Florida.
Bradley stödde Barack Obama i demokraternas primärval inför presidentvalet i USA 2008.